# Камерун на Светском првенству у атлетици на отвореном 2017.
Камерун је учествовао на Светском првенству у атлетици на отвореном 2017. у Лондону од 4. до 13. августа, шеснаести пут, односно учествовао је на свим првенствима одржаним до данас. Репрезентацију Камеруна представљала су 2 такмичара (1 мушкарац и 1 жена) који су се такмичили у 2 дисциплине (1 мушка и 1 женска).,
На овом првенству такмичари Камеруна нису освојили ниједну медаљу нити су остварили неки резултат.

## Учесници
| Мушкарци: - Жан Тарсисијус Батамбок — 100 м | Жене: - Ориол Донгмо — Бацање кугле |

## Резултати

### Мушкарци
| Атлетичар               | Дисциплина | Лични рекорд | Предтакмичење | Предтакмичење | Квалификације | Квалификације | Полуфинале           | Полуфинале           | Финале               | Финале       | Детаљи |
| Атлетичар               | Дисциплина | Лични рекорд | Резултат      | Место         | Резултат      | Место         | Резултат             | Место                | Резултат             | Место        | Детаљи |
| ----------------------- | ---------- | ------------ | ------------- | ------------- | ------------- | ------------- | -------------------- | -------------------- | -------------------- | ------------ | ------ |
| Жан Тарсисијус Батамбок | 100 м      | 10,84        | 10,73 кв, ЛР  | 5. у гр. 4    | 10,75         | 8. у гр. 1    | Није се квалификовао | Није се квалификовао | Није се квалификовао | 44 / 58 (62) |        |

### Жене
| Атлетичарка  | Дисциплина   | Лични рекорд | Квалификације   | Квалификације   | Финале               | Финале               | Детаљи |
| Атлетичарка  | Дисциплина   | Лични рекорд | Резултат        | Место           | Резултат             | Место                | Детаљи |
| ------------ | ------------ | ------------ | --------------- | --------------- | -------------------- | -------------------- | ------ |
| Ориол Донгмо | Бацање кугле | 18,37 НР     | Није стартовала | Није стартовала | Није се квалификовао | Није се квалификовао |        |